# Zebronia botydis
Zebronia botydis är en fjärilsart som beskrevs av Embrik Strand 1915. Zebronia botydis ingår i släktet Zebronia och familjen Crambidae. Inga underarter finns listade i Catalogue of Life.